# Mitsue Karasumaru
Mitsue Karasumaru (烏丸光徳, Karasumaru Mitsue) fou un polític japonés del temps de la fi del bakufu i principis de l'era Meiji. Membre de la Kuge o noblesa cortesana, va participar al moviment Sonnō jōi i va esdevindre el primer governador de Tòquio després de la restauració Meiji.
Mitsue Karasumaru va nàixer el 15 d'agost de 1832 com a fill de Mitsumasa Karasumaru. El 4 de març de 1865 va nàixer el seu primogènit, Mitsuyuki Karasumaru. El desembre de 1867 va ser nomenat conseller imperial per a la restauració per l'Emperador Meiji, que havia accedit al tron el mateix mes. El gener de l'any següent fou enviat per ordre imperial a la província de Yamato (actual prefectura de Nara) com a militar per a la reconquesta, convertint-se el 13 de març d'aquell any en cap del departament militar de les forces imperials.
El maig del mateix any entra a Edo amb el príncep Taruhito Arisugawa, prenent possessió de la ciutat i esdevenint-ne governador de la nova "prefectura d'Edo", substituint als magistrats del període Edo, des de llavors l'antic règim. Poc després, la prefectura canvià el seu nom pel nou de Tòquio. Llavors, la prefectura de Tòquio tenia una extensió territorial menor a la dels districtes especials de Tòquio i el càrrec de governador era poc més que el d'un magistrat del bakufu Edo. Davant d'aquella situació, Karasumaru renuncià al càrrec el 20 de desembre de 1868 i tornà a Kyoto.
Ja a Kyoto, a la cort imperial, va esdevindre ministre de palau (un càrrec que més tard evolucionaria al ministeri de la Casa Imperial) entre el 14 d'octubre de 1869 i 11 d'agost de 1871, quan renuncià al càrrec. Mitsue Karasumaru moriria poc després, el 15 d'agost de 1873 amb només 41 anys, sent ja membre del nou sistema nobiliàri Meiji, la Kazoku.